# Chimica analitica qualitativa
La chimica analitica qualitativa è quella parte di chimica analitica dedicata all'identificazione delle sostanze presenti in un campione. È considerata propedeutica alla chimica analitica quantitativa che invece si occupa di stabilire la concentrazione delle specie identificate presenti in un campione.
Poiché ogni sostanza presenta composizione e caratteristiche strutturali proprie, è possibile mettere a punto metodi appositi per poterla identificare. Tali metodi possono essere basati sulle caratteristiche fisiche della sostanza e quindi avvalersi di tecniche di spettroscopia (spettrometria di massa, spettrofotometria infrarossa, saggio alla fiamma, etc.) oppure basarsi sulle caratteristiche chimiche della sostanza facendola reagire con opportuni composti e valutandone il comportamento (titolazione, precipitazione, saggi a umido, etc.).